# 罗贝尔·拉丰出版社
罗贝尔·拉丰出版社（法語：Éditions Robert Laffont，法語發音：[edisjɔ̃ ʁɔbɛʁ lafɔ̃]）是法国的一家图书出版公司，由罗贝尔·拉丰于1941年创立。其出版物主要发行于法国、加拿大和比利时，也发行于其他几乎所有法语国家。
1990年，罗贝尔·拉丰出版社被西岱集团收购，如今是Editis集团的一部分。
罗贝尔·拉丰出版社曾于1975-2007年间出版《Quid百科全书》，但由于来自维基百科等在线信息源的竞争压力，其年销量从40万册的高点跌至不足10万册，因此宣布将不再出版2008年版的百科全书。